# Elecciones parlamentarias de Finlandia de 1999
Las elecciones parlamentarias de Finlandia de 1999 celebradas el domingo 21 de marzo de 1999 dieron como vencedor a los socialdemócratas, los segundos más votados fueron los liberales y los terceros los conservadores liberales. Estos son los tres grandes partidos políticos de Finlandia (y en esta ocasión cada uno obtuvo entre el 21% y el 23% de los votos).

## Resultado electoral
| ← Elecciones generales de Finlandia, 1999 → |      |         |
| Partido                                     | %    | Escaños |
| Partido Socialdemócrata de Finlandia        | 22.9 | 51      |
| Partido del Centro                          | 22.4 | 48      |
| Coalición Nacional                          | 21.0 | 46      |
| Alianza de la Izquierda                     | 10.9 | 20      |
| Alianza Verde                               | 7.3  | 11      |
| Partido Popular Sueco                       | 5.1  | 12      |
| Demócrata Cristianos (Finlandia)            | 4.2  | 10      |
| Verdaderos Finlandeses                      | 1.0  | 1       |

- Datos: Q1362533